# Teun Koopmeiners
Teun Koopmeiners (IPA: [ˈtøːŋ ˈkoːpmɛi̯nərs]; Castricum, 28 febbraio 1998) è un calciatore olandese, 
centrocampista della Juventus e della nazionale olandese.

## Biografia
Il padre Remco giocava a baseball e lo ha preparato fin da piccolo ad esercitarsi a calciare i rigori con il piede sinistro.
Anche suo fratello minore Peer è un calciatore professionista.

## Caratteristiche tecniche
È un centrocampista completo, di piede mancino, abile tecnicamente e nell'impostazione del gioco. Può ricoprire, grazie alla sua duttilità tattica, tutti i ruoli del centrocampo e all'occorrenza può arretrare il suo raggio d'azione giocando come difensore centrale (ruolo in cui ha iniziato la carriera). Bravo nell'unire sostanza e qualità, è efficace anche in zona gol, grazie al tiro da fuori e alla qualità sui calci piazzati, sia punizioni che rigori.

## Carriera

### Club

#### AZ Alkmaar

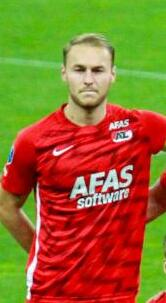
Koopmeiners nel 2020 con l'

Cresciuto nelle giovanili dell'AZ Alkmaar dopo si mostra tra i migliori prospetti del calcio olandese, da attirare l'attenzione di moltissimi club europei. Nella stagione successiva comincia ad essere impiegato come centrocampista centrale, dove si dimostra anche un ottimo finalizzatore in fase offensiva, tanto che realizza 8 reti in 32 partite.
Nella stagione successiva diventa anche rigorista della squadra, migliorando il suo score con 11 reti in 25 partite, col campionato che a causa COVID-19 verrà annullato a marzo. Nell'ultima stagione, realizza 15 reti in 32 partite, e ottenendo il premio di Miglior calciatore della stagione 2020-2021 dell'Eredivisie. Nei Paesi Bassi chiude con i biancorossi con uno score di 43 reti in 153 partite.

#### Atalanta
Il 30 agosto 2021 viene acquistato dall'Atalanta per circa 14 milioni di euro più il 10% sulla futura rivendita. Debutta con gli orobici l'11 settembre seguente nella partita interna contro la Fiorentina, entrando nel finale al posto di Matteo Pessina. Il 30 novembre va a segno nel successo per 4-0 contro il Venezia, realizzando la sua prima rete sia con la maglia nerazzurra che in Serie A. Il 28 febbraio 2022, giorno del suo ventiquattresimo compleanno, realizza una doppietta contro la Sampdoria nella gara vinta 4-0.
Il 1º settembre successivo realizza la prima tripletta in carriera nel successo per 3-1 contro il Torino, diventando il terzo olandese a realizzarne una nella storia della Serie A dopo Marco Van Basten e Wim Kieft (due triplette nella stagione 1986-1987) con la maglia del Torino. Ne realizzerà un'altra all'ultima giornata nel successo per 5-2 contro il Monza, chiudendo la stagione in doppia cifra per la prima volta in Serie A.
Nell'annata 2023-2024, contribuisce alla vittoria dell'Europa League da parte degli orobici, arrivata in seguito al successo in finale sul Bayer Leverkusen, che ha rappresentato il primo trofeo europeo nella storia del club. In campionato raggiunge nuovamente la doppia cifra di reti realizzate il 10 marzo 2024 realizzando una doppietta nel pareggio per 2-2 in casa della Juventus. Venti giorni dopo va a segno anche nel successo per 0-3 in casa del Napoli, per poi concludere il campionato con 12 marcature complessive (di cui 10 con tiri da fuori area).

#### Juventus
Il 28 agosto 2024 viene acquistato a titolo definitivo dalla Juventus per 51,3 milioni di euro, pagabili in tre rate annuali, più 6 milioni di eventuali bonus. Esordisce in bianconero il 1º settembre nella partita casalinga contro la Roma, subentrando a inizio del secondo tempo al posto di Juan David Cabal. Il 7 dicembre si sblocca, andando a segno nella partita interna contro il Bologna, pareggiata per 2-2, in cui segna la rete del parziale 1-2. Dieci giorni dopo va a segno anche nell'esordio in Coppa Italia, nel 4-0 al Cagliari negli ottavi di finale, in cui firma su punizione diretta la rete del 2-0. Successivamente il 12 aprile infligge al 2' di gioco il momentaneo 1-0 al Lecce. La stagione è chiusa sotto le aspettative. Prende parte al Mondiale per club negli Stati Uniti, andando a segno nella sconfitta per 2-5 contro il Manchester City del 26 giugno 2025, in cui firma il momentaneo pareggio per 1-1. 

### Nazionale
Ha militato in tutte le nazionali giovanili dall'under-17 all'under-21, diventando capitano di quest'ultima nazionale, con cui ha disputato la prima parte degli europei di categoria nel 2021.
Convocato per la prima volta nel marzo 2020 dalla nazionale maggiore, la convocazione viene annullata per via della pandemia, tuttavia la prima chiamata viene rinviata al 19 agosto seguente. Il 7 ottobre debutta con gli Oranje nella sconfitta in amichevole per 0-1 contro il Messico. Il 26 maggio 2021 viene convocato dal commissario tecnico Frank de Boer per gli europei, pur non disputando nemmeno un minuto nella massima manifestazione continentale, che vede l'Olanda eliminata agli ottavi di finale, contro la Repubblica Ceca.
L'8 giugno 2022 realizza il gol dell'1-0, nel match valido per la seconda giornata della UEFA Nations League 2022-2023 contro il Galles, poi vinto per 2-1, trovando così il suo primo centro in carriera con l'Olanda. Nel novembre del 2022 viene inserito nella rosa olandese partecipante ai Mondiali di calcio in Qatar, manifestazione in cui scende in campo in tutte le partite giocate dalla nazionale olandese eliminata ai quarti dall'Argentina dopo i calci di rigore; anche Koopmeiners partecipa alla serie finale dei tiri di rigore, andando a rete, pur non riuscendo a evitare l'eliminazione degli olandesi.
Due anni dopo, viene convocato per gli europei del 2024; tuttavia, pochi giorni prima dell'inizio della competizione, si infortuna e salta il torneo.

## Statistiche

### Presenze e reti nei club
Statistiche aggiornate al 1º luglio 2025.
| Stagione               | Squadra                | Campionato             | Campionato | Campionato | Coppe nazionali | Coppe nazionali | Coppe nazionali | Coppe continentali | Coppe continentali | Coppe continentali | Altre coppe | Altre coppe | Altre coppe | Totale | Totale |
| Stagione               | Squadra                | Comp                   | Pres       | Reti       | Comp            | Pres            | Reti            | Comp               | Pres               | Reti               | Comp        | Pres        | Reti        | Pres   | Reti   |
| ---------------------- | ---------------------- | ---------------------- | ---------- | ---------- | --------------- | --------------- | --------------- | ------------------ | ------------------ | ------------------ | ----------- | ----------- | ----------- | ------ | ------ |
| 2016-2017              | Jong AZ Alkmaar        | TD                     | 19         | 2          | -               | -               | -               | -                  | -                  | -                  | -           | -           | -           | 19     | 2      |
| 2017-2018              | Jong AZ Alkmaar        | EED                    | 6          | 1          | -               | -               | -               | -                  | -                  | -                  | -           | -           | -           | 6      | 1      |
| Totale Jong AZ Alkmaar | Totale Jong AZ Alkmaar | Totale Jong AZ Alkmaar | 25         | 3          |                 | -               | -               |                    | -                  | -                  |             | -           | -           | 25     | 3      |
| 2017-2018              | AZ Alkmaar             | ED                     | 26         | 1          | CO              | 5               | 0               | -                  | -                  | -                  | -           | -           | -           | 31     | 1      |
| 2018-2019              | AZ Alkmaar             | ED                     | 32         | 8          | CO              | 4               | 0               | UEL                | 1                  | 1                  | -           | -           | -           | 37     | 9      |
| 2019-2020              | AZ Alkmaar             | ED                     | 25         | 11         | CO              | 3               | 1               | UEL                | 14                 | 4                  | -           | -           | -           | 42     | 16     |
| 2020-2021              | AZ Alkmaar             | ED                     | 31         | 15         | CO              | 1               | 0               | UCL+UEL            | 2+6                | 1+1                | -           | -           | -           | 40     | 17     |
| ago. 2021              | AZ Alkmaar             | ED                     | 2          | 0          | CO              | 0               | 0               | UEL                | 2                  | 0                  | -           | -           | -           | 4      | 0      |
| Totale AZ Alkmaar      | Totale AZ Alkmaar      | Totale AZ Alkmaar      | 116        | 35         |                 | 13              | 1               |                    | 25                 | 7                  |             | -           | -           | 154    | 43     |
| ago. 2021-2022         | Atalanta               | A                      | 30         | 4          | CI              | 2               | 0               | UCL+UEL            | 5+6                | 0                  | -           | -           | -           | 43     | 4      |
| 2022-2023              | Atalanta               | A                      | 33         | 10         | CI              | 2               | 0               | -                  | -                  | -                  | -           | -           | -           | 35     | 10     |
| 2023-2024              | Atalanta               | A                      | 34         | 12         | CI              | 5               | 3               | UEL                | 12                 | 0                  | -           | -           | -           | 51     | 15     |
| Totale Atalanta        | Totale Atalanta        | Totale Atalanta        | 97         | 26         |                 | 9               | 3               |                    | 23                 | 0                  |             | -           | -           | 129    | 29     |
| 2024-2025              | Juventus               | A                      | 28         | 3          | CI              | 2               | 1               | UCL                | 9                  | 0                  | SI+Cmc      | 1+4         | 0+1         | 44     | 5      |
| Totale carriera        | Totale carriera        | Totale carriera        | 266        | 67         |                 | 24              | 5               |                    | 57                 | 7                  |             | 5           | 1           | 352    | 80     |

### Cronologia presenze e reti in nazionale
| Cronologia completa delle presenze e delle reti in nazionale ― Paesi Bassi | Cronologia completa delle presenze e delle reti in nazionale ― Paesi Bassi | Cronologia completa delle presenze e delle reti in nazionale ― Paesi Bassi | Cronologia completa delle presenze e delle reti in nazionale ― Paesi Bassi | Cronologia completa delle presenze e delle reti in nazionale ― Paesi Bassi | Cronologia completa delle presenze e delle reti in nazionale ― Paesi Bassi | Cronologia completa delle presenze e delle reti in nazionale ― Paesi Bassi | Cronologia completa delle presenze e delle reti in nazionale ― Paesi Bassi |
| Data                                                                       | Città                                                                      | In casa                                                                    | Risultato                                                                  | Ospiti                                                                     | Competizione                                                               | Reti                                                                       | Note                                                                       |
| -------------------------------------------------------------------------- | -------------------------------------------------------------------------- | -------------------------------------------------------------------------- | -------------------------------------------------------------------------- | -------------------------------------------------------------------------- | -------------------------------------------------------------------------- | -------------------------------------------------------------------------- | -------------------------------------------------------------------------- |
| 7-10-2020                                                                  | Amsterdam                                                                  | Paesi Bassi                                                                | 0 – 1                                                                      | Messico                                                                    | Amichevole                                                                 | -                                                                          |                                                                            |
| 7-9-2021                                                                   | Amsterdam                                                                  | Paesi Bassi                                                                | 6 – 1                                                                      | Turchia                                                                    | Qual. Mondiali 2022                                                        | -                                                                          | 46’                                                                        |
| 13-11-2021                                                                 | Podgorica                                                                  | Montenegro                                                                 | 2 – 2                                                                      | Paesi Bassi                                                                | Qual. Mondiali 2022                                                        | -                                                                          | 66’                                                                        |
| 26-3-2022                                                                  | Amsterdam                                                                  | Paesi Bassi                                                                | 4 – 2                                                                      | Danimarca                                                                  | Amichevole                                                                 | -                                                                          |                                                                            |
| 29-3-2022                                                                  | Amsterdam                                                                  | Paesi Bassi                                                                | 1 – 1                                                                      | Germania                                                                   | Amichevole                                                                 | -                                                                          | 46’                                                                        |
| 3-6-2022                                                                   | Bruxelles                                                                  | Belgio                                                                     | 1 – 4                                                                      | Paesi Bassi                                                                | UEFA Nations League 2022-2023 - 1º turno                                   | -                                                                          | 83’                                                                        |
| 8-6-2022                                                                   | Cardiff                                                                    | Galles                                                                     | 1 – 2                                                                      | Paesi Bassi                                                                | UEFA Nations League 2022-2023 - 1º turno                                   | 1                                                                          |                                                                            |
| 11-6-2022                                                                  | Rotterdam                                                                  | Paesi Bassi                                                                | 2 – 2                                                                      | Polonia                                                                    | UEFA Nations League 2022-2023 - 1º turno                                   | -                                                                          | 65’                                                                        |
| 14-6-2022                                                                  | Rotterdam                                                                  | Paesi Bassi                                                                | 3 – 2                                                                      | Galles                                                                     | UEFA Nations League 2022-2023 - 1º turno                                   | -                                                                          | 32’                                                                        |
| 22-9-2022                                                                  | Varsavia                                                                   | Polonia                                                                    | 0 – 2                                                                      | Paesi Bassi                                                                | UEFA Nations League 2022-2023 - 1º turno                                   | -                                                                          | 6’                                                                         |
| 21-11-2022                                                                 | Doha                                                                       | Senegal                                                                    | 0 – 2                                                                      | Paesi Bassi                                                                | Mondiali 2022 - 1º turno                                                   | -                                                                          | 79’                                                                        |
| 25-11-2022                                                                 | Al Rayyan                                                                  | Paesi Bassi                                                                | 1 – 1                                                                      | Ecuador                                                                    | Mondiali 2022 - 1º turno                                                   | -                                                                          | 79’                                                                        |
| 29-11-2022                                                                 | Al Khawr                                                                   | Paesi Bassi                                                                | 2 – 0                                                                      | Qatar                                                                      | Mondiali 2022 - 1º turno                                                   | -                                                                          | 83’                                                                        |
| 3-12-2022                                                                  | Al Rayyan                                                                  | Paesi Bassi                                                                | 3 – 1                                                                      | Stati Uniti                                                                | Mondiali 2022 - Ottavi di finale                                           | -                                                                          | 46’ 60’                                                                    |
| 9-12-2022                                                                  | Lusail                                                                     | Paesi Bassi                                                                | 2 – 2 dts (3 – 4 dtr)                                                      | Argentina                                                                  | Mondiali 2022 - Quarti di finale                                           | -                                                                          | 46’                                                                        |
| 14-6-2023                                                                  | Rotterdam                                                                  | Paesi Bassi                                                                | 2 – 4 dts                                                                  | Croazia                                                                    | UEFA Nations League 2022-2023 - Semifinale                                 | -                                                                          | 93’                                                                        |
| 18-6-2023                                                                  | Enschede                                                                   | Paesi Bassi                                                                | 2 – 3                                                                      | Italia                                                                     | UEFA Nations League 2022-2023 - Finale 3º posto                            | -                                                                          | 63’                                                                        |
| 10-9-2023                                                                  | Dublino                                                                    | Irlanda                                                                    | 1 – 2                                                                      | Paesi Bassi                                                                | Qual. Euro 2024                                                            | -                                                                          | 68’                                                                        |
| 18-11-2023                                                                 | Amsterdam                                                                  | Paesi Bassi                                                                | 1 – 0                                                                      | Irlanda                                                                    | Qual. Euro 2024                                                            | -                                                                          | 90’                                                                        |
| 21-11-2023                                                                 | Faro                                                                       | Gibilterra                                                                 | 0 – 6                                                                      | Paesi Bassi                                                                | Qual. Euro 2024                                                            | 1                                                                          |                                                                            |
| 22-3-2024                                                                  | Amsterdam                                                                  | Paesi Bassi                                                                | 4 – 0                                                                      | Scozia                                                                     | Amichevole                                                                 | -                                                                          | 82’                                                                        |
| 16-11-2024                                                                 | Amsterdam                                                                  | Paesi Bassi                                                                | 4 – 0                                                                      | Ungheria                                                                   | UEFA Nations League 2024-2025 - 1º turno                                   | 1                                                                          | 68’                                                                        |
| 19-11-2024                                                                 | Zenica                                                                     | Bosnia ed Erzegovina                                                       | 1 – 1                                                                      | Paesi Bassi                                                                | UEFA Nations League 2024-2025 - 1º turno                                   | -                                                                          |                                                                            |
| 20-3-2025                                                                  | Rotterdam                                                                  | Paesi Bassi                                                                | 2 – 2                                                                      | Spagna                                                                     | UEFA Nations League 2024-2025 - Quarti di finale                           | -                                                                          | 74’                                                                        |
| 23-3-2025                                                                  | Valencia                                                                   | Spagna                                                                     | 3 – 3 dts (5 – 4 dtr)                                                      | Paesi Bassi                                                                | UEFA Nations League 2024-2025 - Quarti di finale                           | -                                                                          | 110’                                                                       |
| Totale                                                                     |                                                                            | Presenze                                                                   | 25                                                                         |                                                                            | Reti                                                                       | 3                                                                          |                                                                            |

## Palmarès

### Club

#### Competizioni nazionali
- Tweede Divisie: 1

Jong AZ Alkmaar: 2016-2017

#### Competizioni internazionali
- UEFA Europa League: 1

Atalanta: 2023-2024

### Individuale
- Squadra della stagione della UEFA Europa League: 1

2023-2024
- Gran Galà del calcio AIC: 1

Squadra dell'anno: 2024